# یواس‌اس سمینول (ای‌تی-۶۵)
یواس‌اس سمینول (ای‌تی-۶۵) (به انگلیسی: USS Seminole (AT-65)) یک کشتی بود که طول آن ۲۰۵ فوت (۶۲ متر) بود. این کشتی در سال ۱۹۳۹ ساخته شد.